# Wintzenbach
Wintzenbach é uma comuna francesa na região administrativa de Grande Leste, no departamento Baixo Reno. Estende-se por uma área de 6,93 km². Em 2010 a comuna tinha 541 habitantes (densidade: 78,1 hab./km²).